# Бі (Оклахома)
Бі (англ. Bee) — переписна місцевість (CDP) в США, в окрузі Джонстон штату Оклахома. Населення — 135 осіб (2020).

## Географія
Бі розташоване за координатами 34°7′29″ пн. ш. 96°34′7″ зх. д. / 34.12472° пн. ш. 96.56861° зх. д. (34.124618, -96.568738).  За даними Бюро перепису населення США в 2010 році переписна місцевість мала площу 3,38 км², з яких 3,36 км² — суходіл та 0,02 км² — водойми.

## Демографія
Згідно з переписом 2010 року, у переписній місцевості мешкало 140 осіб у 68 домогосподарствах у складі 37 родин. Густота населення становила 41 особа/км².  Було 118 помешкань (35/км²).
Расовий склад населення:
| - 86,4 % — білих - 6,4 % — корінних американців |

До двох чи більше рас належало 7,1 %. Частка іспаномовних становила 0,7 % від усіх жителів.
За віковим діапазоном населення розподілялося таким чином: 15,7 % — особи молодші 18 років, 62,9 % — особи у віці 18—64 років, 21,4 % — особи у віці 65 років та старші. Медіана віку мешканця становила 50,7 року. На 100 осіб жіночої статі у переписній місцевості припадало 141,4 чоловіків;  на 100 жінок у віці від 18 років та старших — 136,0 чоловіків також старших 18 років.
За межею бідності перебувало 19,7 % осіб, у тому числі 0,0 % дітей у віці до 18 років та 21,3 % осіб у віці 65 років та старших.
Цивільне працевлаштоване населення становило 21 осіб. Основні галузі зайнятості: виробництво — 57,1 %, мистецтво, розваги та відпочинок — 42,9 %.